# Zalesie (Rzeszotary)
Zalesie – część wsi Rzeszotary w Polsce, położona w województwie małopolskim, w powiecie krakowskim, w gminie Świątniki Górne.
W latach 1975–1998 Zalesie administracyjnie należało do województwa krakowskiego.